# اس‌اس اسنیفل (۱۹۴۸)
اس‌اس اسنیفل (۱۹۴۸) (به انگلیسی: SS Snaefell (1948)) یک کشتی بود که طول آن ۳۴۵ فوت (۱۰۵ متر) بود. این کشتی در سال ۱۹۴۸ ساخته شد.